# Raphael Gray
Raphael Gray (Lambeth, Londres; 1981) es un hacker británico que, a la edad de 19 años, pirateó sistemas informáticos en todo el mundo durante un período de seis semanas como parte de una misión de tarjeta de crédito multimillonaria. Luego procedió a publicar detalles de tarjetas de crédito de más de 6500 tarjetas como un ejemplo de seguridad débil en el creciente número de sitios web de consumidores.

## Biografía
Gray fue capaz de entrar en los sistemas seguros usando una computadora de £800 que compró en su ciudad natal Clynderwen, Pembrokeshire, Gales. Después de publicar la información de la tarjeta de crédito en sus sitios web, Gray publicó un mensaje personal diciendo que las fuerzas del orden nunca lo encontrarían, "porque nunca atrapan a nadie". La policía no puede salir de una bolsa de papel". También envió tabletas de Viagra a la dirección de Bill Gates y luego publicó lo que afirmó ser el número del multimillonario.
Fue rastreado por el exhacker Chris Davis, quien fue insultado por la "arrogancia" de Gray. Davis tardó menos de un día en encontrar la información de Gray, que luego envió al FBI. "En realidad fue bastante fácil tratar con el FBI, aunque técnicamente no entendían realmente qué era lo que les estaba explicando. La policía local también fue muy educada, pero no lo entendieron", dijo Davis. Gray fue arrestado cuando agentes del FBI y oficiales de la policía local de Dyfed Powys aparecieron en la puerta de su casa, que compartía con su madre, hermano y hermana en marzo de 2000.

## Familia
Raphael es el tataranieto de Arthur von Hippel. Su padre murió cuando él era un niño muy pequeño, lo que significa que fue criado únicamente por su madre, juntos con sus hermanos menores.[cita requerida]